# Rio Călina
O Rio Călina é um rio da Romênia, afluente do Rio Sacovăţ, localizado no distrito de Iaşi.